# Elena Horvat
Elena Horvat, romunska veslačica, *4. julij 1958, Luizi-Călugăra.